# Zdobycie Damietty (1249)
Zdobycie Damietty – zajęcie Damietty przez krzyżowców w 1249 roku w trakcie VI wyprawy krzyżowej.
We wrześniu 1248 armia krzyżowa pod dowództwem króla Ludwika IX zaczęła zbierać się w Limassol, skąd miała wypłynąć do Egiptu. Pobyt na Cyprze przeciągnął się do maja 1249, a tuż przed wypłynięciem sztorm uszkodził wiele okrętów i rozproszył flotę. Mimo to, 30 maja część armii pod dowództwem króla wyruszyła na krucjatę. Pierwsze okręty dopłynęły do Damietty 4 czerwca. 
Obroną Damietty i egipskiego wybrzeża dowodził Fachr ad-Din, wyznaczony do tego zadania przez sułtana As-Saliha Ajjuba. Do miasta sułtan wysłał również materiały wojenne i oddział Beduinów z plemienia Banu Kinana. Armia krzyżowców była rozproszona i do Damietty dotarła tylko jedna czwarta z ok. 120 okrętów transportowch. W związku z tym doradcy namawiali Ludwika, aby poczekał z atakiem na miasto do czasu przybycia całej floty. Ludwik nie chciał czekać i już 5 czerwca nakazał lądowanie na wydmach na zachód od ujścia Nilu. Oddziały muzułmańskie próbowały powstrzymać desant, ale po zaciętej walce zostały zmuszone do odwrotu.
Fachr ad-Din planował bronić Damietty, ale w mieście zapanowała panika, a garnizon był zbyt słaby, aby wytrzymać atak krzyżowców. W związku z tym Fachr ad-Din opuścił miasto wraz z całą załogą, paląc za sobą bazary. 6 czerwca krzyżowcy zostali powiadomieni przez chrześcijan z Damietty, że w mieście nie ma już żołnierzy wroga. Armia wkroczyła przez most do miasta. 
Łatwe zdobycie Damietty było dużym sukcesem krzyżowców, którzy zyskali bazę wypadową i bezpieczny port dla posiłków. Muzułmanie byli wstrząśnięci utratą miasta. Fachr ad-Din został pozbawiony dowództwa w Egipcie, a emirów z miejskiego garnizonu ścięto za tchórzostwo. Sułtan As-Salih Ajjub zaproponował nawet oddanie Jerozolimy w zamian za Damiettę, jednak Ludwik nie chciał negocjować z innowiercami. W rezultacie krzyżowcy przeczekali w mieście przybór Nilu. 20 listopada 1249 roku wzmocniona posiłkami armia Ludwika skierowała się do Al-Mansury.